# Ley de Ajuste Agrícola
La Ley de Ajuste Agrícola (en inglés, Agricultural Adjustment Act) fue una ley federal de los Estados Unidos, que formaba parte del programa del New Deal para restaurar la bonanza agrícola del país durante la Gran Depresión.
Fue aprobada por el Congreso de los Estados Unidos en 1933, en un intento por reducir la producción campestre de ciertos artículos de primera necesidad, con el fin de elevar los precios. También dio pie a la creación de la Commodity Credit Corporation, para hacer préstamos a los campesinos además de adquirir y acopiar cultivos con el propósito de mantener el valor de estos.
El sistema tuvo un éxito limitado antes de ser declarado inconstitucional en 1936.
- Datos: Q536633
- Multimedia: Agricultural Adjustment Administration / Q536633